# Seldom Sene
Seldom Sene ist ein  Blockflötenensemble, welches 2009 in Amsterdam gegründet wurde.
Die Musikerinnen stammen aus den Niederlanden, Deutschland, Spanien und England. Die Kontakte entstanden während ihres Studiums am Konservatorium in Amsterdam. 2009 gewannen sie den ersten Preis beim  Concours International d’Ensembles de Flûte á bec, welcher durch die Société des Amis de Arnold Dolmetsch in Le Mans veranstaltet wurde. 2011 gewannen sie den International Chamber Music Competition in Illzach. 2014 gewannen sie den ersten Preis, den Publikumspreis und den Pressepreis beim  Internationale Van Wassenaer Concours voor oude muziek ensembles während des Festival Oude Muziek Utrecht.

## Tondokumente
- J. S. Bach: Goldberg Variations
- Concerto Barocco
- Delight in Music (mit Klaartje van Veldhoven)
- Not a Single Road
- In nomine Seldom Sene